# بردية حقانخت
بردية حقا نخت أو رسائل حقا نخت، هي مجموعة من البرديات التي تعود إلى أوائل الدولة الوسطى في مصر القديمة والتي تم العثور عليها في مجمع مقبرة الوزير إبي. وُجدت في غرفة دفن خادم يُدعى مِسِح، والتي كانت على الجانب الأيمن من فناء مجمع دفن إبي. يُعتقد أن البرديات اختلطت بالخطأ في الحطام المستخدم لتشكيل منحدر لدفع تابوت مِسِح إلى الغرفة. تحتوي البرديات على رسائل وحسابات كتبها (أو كُتبت نيابة عن) حقا نخت، كاهن الكا (خادم الروح) الخاص بإبي. كان حقا نخت مضطرًا للبقاء في منطقة طيبة (ربما بسبب مسؤولياته في المقبرة)، ولذلك كتب رسائل إلى عائلته، التي كانت على الأرجح موجودة في مكان ما بالقرب من عاصمة مصر في ذلك الوقت، بالقرب من الفيوم. فقدت هذه الرسائل والحسابات بطريقة ما وبالتالي تم حفظها. تكمن أهمية هذه الوثائق في أنها تقدم معلومات نادرة وقيمة عن حياة الأعضاء العاديين من الطبقة العليا الدنيا في مصر خلال تلك الفترة.

## الدراسات العلمية
تم نُشرت هذه البرديات وتمت مناقشتها عدة مرات. تناول سيرني وباير القضايا الاقتصادية والاجتماعية المتعلقة بحيازة الأراضي وملكية الأراضي والوحدات النقدية والمواضيع المشابهة. ناقش سيلفر الجوانب الكلية والجزئية للأجور السلعية المدفوعة لعمال العقارات والمعاملات النقدية السلعية الأخرى المذكورة في أوراق حقا نخت. قدم جيمس وآلن ترجمات كاملة مع تعليقات، بينما قدم وينتي ترجمات. سمحت المواد للناس بفهم المشاجرات المنزلية وإدارة الأسرة خلال ذلك الوقت.

## الأهمية
في النظام النقدي في وقت إنشاء البرديات، كانت الإيجارات والضرائب تُدفع بشكل عام (ولكن ليس دائمًا) إلى الملك في شكل حبوب. على سبيل المثال، يذكر النص:
| بردية حقانخت | علاوة على ذلك، ها هي 15 كيسًا من القمح في حوزة ننك سو في حوت حاو13 (كيسًا؟) و5 (مكاييل؟) من شعير مصر السفلى في حوزة إبي الأصغر في إوسوبك. وما هو في حوزة ابن نحر إبي في سپات مات (يصل إلى) 20 (كيسًا من القمح وفي حوزة) أخيه دشر 3 (أكياس). الإجمالي هو 38 (كيسًا من القمح و) 13 (كيسًا) و5 (مكاييل؟) (من شعير مصر السفلى). فيما يتعلق بأي شخص سيعطيني زيتًا كدفعة - يجب عليه أن يعطيني جرة هبنت واحدة مقابل 2 (كيس) من شعير مصر السفلى أو مقابل 3 (أكياس) من القمح. | بردية حقانخت |

فيما يتعلق بفهم ما يُسمى "النقود"، كان حقا نخت يحسب القيم بوضوح بالحبوب (خصوصًا الشعير). ومع ذلك، كان قادرًا على تحويل هذا دون صعوبة إلى قيم مكافئة في الزيت أو المنسوجات أو النحاس. كان يتوقع ويقدم دفعات بسلع مختلفة. لأغراض عامة، كان يقيم الشعير الجديد بنفسه وكان على استعداد تام لوضع عائلته على حصص غذائية قصيرة على أمل الربح (كما أشار باير). من ناحية أخرى، بمجرد التغلب على النقص المؤقت، لم يكن يعتبر الحبوب ذات قيمة كبيرة: فقيمة الاستخدام لها كانت معدومة عندما كانت الأسرة مُطعمة وقيمة التبادل لم تكن موجودة عندما كانت الأسرة بحاجة إلى التغذية.
على سبيل المثال:
| بردية حقانخت | سجل دخل الأسرة: إبي وخادمتها 8 (حقات)، حتبت وخادمتها 8 (حقات)، ابن ختي نخت مع المسؤول عنهم 8 (حقات)، مرسو والمسؤول عنهم 8 (حقات)، ساحتحور 8 (حقات)، سانبنت 7 (حقات)، إنبو 4 (حقات)، سنفرو 4 (حقات)، ساإينوت 4 (حقات)، ماي سا حتبت 5 (حقات)، نفرت 3½ (حقات)، سات وروت (?) 2 (حقات): الإجمالي 79½ (حقات)") | بردية حقانخت |

.
تعد البرديات أيضًا ذات أهمية لدراسة الفكر الاقتصادي القديم، المحاسبة، وتاريخ الكسور المصرية والضرب والقسمة المصرية. ذكرت ألواح أخميم الخشبية، لفيفة الرياضيات الجلدية المصرية، جدول RMP 2/n، بردية ريند الرياضية، بردية إيبرس والنصوص الرياضية الأخرى المجاميع المتوقعة والملاحظة للكسور المصرية. تم كتابة المجاميع في الحواصل ووحدات الباقي المقاسة/غير المقاسة. كان سياقا مواز لأوزان ومقاييس الدولة المصرية الوسطى قد مكّن أحد أقدم الأنظمة النقدية في الشرق الأدنى القديم. كان الاقتصاد المصري قادرًا على التحقق المزدوج من عناصر إدارته باستخدام المحاسبة المزدوجة، ووحدات الوزن والمقياس النظرية أو المجردة.

## روابط خارجية
- https://web.archive.org/web/20161214193132/http://www.reshafim.org.il/ad/egypt/texts/heqanakht.htm، النص المترجم
- Wiley Interscience محمود عزاميل
- https://web.archive.org/web/20090215190603/http://planetmath.org/encyclopedia/AhmesBirdFeedingRateMethod.html، طريقة مراقبة التغذية لأحماس
- http://members.tripod.com/~sondmor/index-24.html، هل كانت العملة اليونانية أولاً؟
- http://www.amazon.com/Economic-Structures-of-Antiquity/dp/B000PY3KRQ، الاستخدامات السابقة للمعادن الموزونة كأموال
- http://www.math.buffalo.edu/mad/Ancient-Africa/mad_ancient_egypt_zero.html، nfr (الصفر المصري)
- https://web.archive.org/web/20100330154519/http://www.egyptologyonline.com/Medicine.htm، قائمة النصوص الطبية